# Governor River
Der Governor River ist ein Fluss im Westen des australischen Bundesstaates Tasmanien. 

## Geografie

### Flusslauf
Der 17 Kilometer lange Governor River entspringt an den Nordwesthängen des Flat Bluff im Nordwesten des Franklin-Gordon-Wild-Rivers-Nationalparks und fließt nach Westen in den Lake Burbury und damit in den King River.

### Durchflossener Stausee
Der Governor River durchfließt den Lake Burbury (230 m).